# Čuga
La Čuga (in russo  Чуга?) è un fiume della Siberia orientale, affluente di sinistra dell'Aldan (bacino idrografico della Lena). Si trova in Russia, nella Sacha (Jacuzia).
Il fiume ha origine dall'altopiano della Čuga (Чугинское  плоскогорье) e
scorre in direzione prevalentemente nord-orientale; sfocia nel fiume Aldan a 1 894 km dalla sua foce nella Lena. La lunghezza della Čuga è di 236 km, l'area del suo bacino è di 7 270 km².